# Rosie Duffield
Rosemary Clare Duffield (født 1. juli 1971) er en britisk Labour-politiker, der har været parlamentsmedlem (MP) for Canterbury siden 2017.